# Schwermetallvergiftung
Unter einer Schwermetallvergiftung beim Menschen versteht man die Schädigung des Körpers aufgrund der Exposition gegenüber toxischen Mengen von Schwermetallen. Einige Schwermetalle erfüllen wichtige biochemische und physiologische Funktionen, z. B. als Cofaktoren von Enzymen, und sind erst ab gewissen Mengen schädlich für den Organismus. Andere Schwermetalle sind bereits in den geringsten Mengen toxisch. Hinzu kommt, dass einige Schwermetalle erwiesene oder mutmaßliche Karzinogene sind. Die Weltgesundheitsorganisation (WHO) listet vier Schwermetalle unter den zehn Chemikalien, die besonders relevant für die globale öffentliche Gesundheit sind.
Seit einigen Jahrzehnten ist die ökologische und gesundheitliche Relevanz der Toxizität von Schwermetallen, z. B. im Zusammenhang mit Umweltverschmutzung und der Belastung von Lebensmitteln, Teil der öffentlichen Debatte. Die Auswirkungen einer potenziellen chronischen Schwermetallbelastung in der Bevölkerung werden u. a. in der Umweltmedizin diskutiert.
Für die Behandlung von Schwermetallvergiftungen stehen Komplexbildner zur Verfügung. Diese chemischen Verbindungen fungieren als Antidot, indem sie mit Metallionen Chelate bilden, die anschließend vom Körper ausgeschieden werden können. Beispiele für solche Komplex- bzw. Chelatbildner sind Ethylendiamintetraacetat (EDTA), Penicillamin und Tiopronin.
Einige Schwermetalle sind zusätzlich zu ihrer chemischen Giftigkeit radioaktiv. Hierbei reicht die Radioaktivität von kaum nachweisbaren Werten, welche gegenüber chemischen Effekten deutlich zurück treten (z. B. 209Bi), über deutlich messbare, aber dennoch gegenüber der chemischen Bedenklichkeit vernachlässigbare Werte (z. B. 238U oder 232Th), bis hin zu derartig hoher Radiotoxizität, dass chemische Effekte nicht mehr ins Gewicht fallen (z. B. 210Po). Unabhängig davon, ob die Gefährlichkeit radioaktiver Schwermetalle hauptsächlich chemische oder radiologische (Alphastrahlung) Ursachen hat, ist die zielführendste Behandlung so weit wie möglich die Entfernung der entsprechenden Substanz aus dem Körper.

## Schwermetalle
Der Begriff ‚Schwermetall‘ ist nicht einheitlich definiert. Gemeinhin gelten jedoch Metalle mit einer Dichte von mehr als 5 g/cm3 als Schwermetalle. Hierzu zählen u. a. Blei, Cadmium, Chrom, Cobalt, Eisen, Gold, Kupfer, Nickel, Platin, Quecksilber, Silber, Zink und Zinn sowie die metallischen Modifikationen der Halbmetalle Arsen, Antimon und Tellur.
Die toxische Wirkung all dieser Metalle gilt als relevant für den Menschen aufgrund einer möglichen Exposition im Alltag oder bei der Ausübung bestimmter Berufe. Einige der Metalle spielen eine besondere Rolle, da sie eine große physiologische Bedeutung haben (Eisen, Kupfer), industriell stark genutzt werden (Blei, Cadmium, Chrom) und/oder besonders giftig sind (Arsen, Blei, Cadmium, Quecksilber).

## Ursachen für Schwermetallexposition
Menschen können auf verschiedenen Wegen mit Schwermetallen in Kontakt kommen. Die Metalle kommen natürlicherweise in der Erdkruste vor und können beispielsweise durch Verwitterungsprozesse oder Vulkanausbrüche in die Atmosphäre gelangen. Der weitaus größere Teil gelangt aber durch menschlichen Einfluss in die Atmosphäre bzw. Umwelt.
Bereits im Altertum wurden Schwermetalle vom Menschen genutzt: Die Römer süßten z. B. Wein mit Bleiacetat und linderten die Schmerzen zahnender Babys mit Quecksilber. Ab Mitte des 19. Jahrhunderts stiegen der Abbau, die Nutzung und die Emission von Schwermetallen im Zuge der Industrialisierung sprunghaft an. In die Umwelt gelangten Schwermetalle ab da vor allem durch die Kohleindustrie und durch Verbrennungsmotoren.
Zum Ende des 20. Jahrhunderts fielen die Emissionen in den westlichen Industrieländern wieder ab, im Vereinigten Königreich zwischen 1990 und 2000 beispielsweise um 50 %. In Deutschland sank die verbrennungsbedingte Emission der Schwermetalle Blei, Cadmium und Quecksilber zu Beginn der 1990er Jahre durch Minderungsmaßnahmen und die Stilllegung veralteter Industrieanlagen um etwa 60 bis 90 %. Heute sind die wichtigsten Quellen für Schwermetallemissionen die Energiewirtschaft und industrielle Prozesse, vor allem in der Metallherstellung. Im Verkehrsbereich entsteht ein beträchtlicher Teil der Emissionen von Metallen wie Blei, Chrom, Kupfer und Zink durch den Abrieb von Bremsen und Reifen.
Auch Lebensmittel werden durch den Eintrag von Schwermetallen in die Umwelt belastet, zum einen durch die atmosphärische Deposition, zum anderen durch bestimmte Pflanzenschutzmittel oder kontaminierte Düngemittel (z. B. Klärschlamm oder Gülle tierischer Herkunft) und die damit verbundene Anreicherung in landwirtschaftlich genutzten Flächen. Gemüse, Speisepilze oder auch Innereien von Schlachttieren können beispielsweise hohe Konzentrationen von Cadmium aufweisen. Fische, Muscheln und Garnelen können organisch gebundenes Quecksilber sowie Arsen enthalten. Eine eindeutige Abgrenzung vom natürlich bedingten Gehalt an Schwermetallen in Lebensmitteln ist jedoch schwierig.

## Toxizität von Schwermetallen
Die Toxizität von Schwermetallen hängt u. a. mit der Art und Dauer der Exposition und der aufgenommenen Dosis sowie dem Alter, dem Geschlecht und den genetischen Voraussetzungen des exponierten Individuums zusammen. Einige Schwermetalle können sich in bestimmten Organen und Geweben wie dem Skelett ablagern und im Laufe der Zeit anreichern – die Auswirkungen können dann chronischer Natur sein.
Die Schadwirkung von Schwermetallen ergibt sich aus ihrer Fähigkeit, an Proteine zu binden und physiologische Prozesse sowie chemische Reaktionen im Körper zu beeinflussen: Die Metalle können z. B. die Funktion von Stoffwechsel- und Reparaturenzymen beeinträchtigen, oxidativen Stress in der Zelle verursachen und die Funktionsfähigkeit von Zellorganellen einschränken. Schwermetallionen können mit DNA interagieren und Karzinogenese sowie Apoptose verursachen.

### Beispiele für Schwermetallvergiftungen

#### Arsenvergiftung
Beim Menschen sind Arsenvergiftungen vor allem von anorganischem Arsen bekannt. Dreibindiges Arsenit kann durch die Bindung an Thiolgruppen über 200 Enzyme deaktivieren. Fünfbindiges Arsenat kann Phosphat in zahlreichen biochemischen Prozessen substituieren. Arsen beeinträchtigt u. a. die Zellatmung durch die Behinderung mitochondrialer Enzyme und die Entkopplung der oxidativen Phosphorylierung. Anorganisches Arsen wird im Körper methyliert, wodurch weitere, mitunter sogar noch toxischere Arsenverbindungen entstehen können.
Arsen kann oral oder über die Atemwege sowie über die Haut in den Körper gelangen. Bei einer akuten Vergiftung treten gastrointestinale Symptome auf sowie schwere bis tödliche Schädigungen des Herz-Kreislauf-Systems und des Zentralnervensystems. In Laborversuchen wurde gezeigt, dass Arsenverbindungen genotoxisch wirken, indem sie u. a. die DNA-Reparatur verhindern und Chromosomenaberrationen verursachen. Epidemiologische Studien zeigen, dass die langfristige Exposition mit Arsen die Karzinogenese fördert.

#### Bleivergiftung
→ Hauptartikel: Bleivergiftung
Blei entfaltet seine toxische Wirkung vor allem durch die Fähigkeit, an Thiol- und Amidgruppen von Enzymen zu binden sowie physiologisch wichtige ein- und zweiwertige Kationen zu ersetzen, z. B. Ca2+, Mg2+, Fe2+ oder Na+. Dies kann u. a. maßgeblich die intra- und interzelluläre Signaltransduktion, die Proteinfaltung, den Membrantransport, die Enzymregulation und die Ausschüttung von Neurotransmittern beeinträchtigen.
Das Metall kommt u. a. über die Atemwege sowie Nahrungsmittel und Trinkwasser in den menschlichen Körper. Dort gelangt es primär in die Nieren, aber auch in die Leber, ins Herz, ins Gehirn und in die Knochen. Kinder absorbieren gastrointestinal mehr von dem giftigen Metall als Erwachsene – die Bleiexposition von Kindern wird u. a. mit einer verminderten Intelligenz, einer gestörten neurologischen Entwicklung sowie Sprach- und Wachstumsstörungen assoziiert. Im Fall einer akuten Bleivergiftung treten Kopf- und Bauchschmerzen sowie Symptome eines geschädigten Nervensystems auf.

#### Cadmiumvergiftung
→ Hauptartikel: Cadmiumvergiftung
Cadmium schädigt die Zellen vermutlich in erster Linie durch die Bildung von reaktiven Sauerstoffspezies, wodurch DNA-Schäden entstehen und die Synthese von Nukleinsäuren und Proteinen gestört wird. Laboranalysen zeigen, dass Cadmiumexposition verschiedene zelluläre Stressantworten auslöst, z. B. die Expression von Hitzeschockproteinen und Proteinen der Stringent Response. Außerdem kann Cadmium einen Eisenmangel verursachen und Zink in verschiedenen Proteinen substituieren.
Die hauptsächlichen Aufnahmewege für Cadmium sind respiratorisch (vor allem Tabakrauch) und oral (meist Nahrungsmittel). Schädigungen der Lunge, der Nieren und des Skeletts werden mit Cadmium in Verbindung gebracht. Bei einer akuten Vergiftung kann es nach ca. 15 bis 30 Minuten zu Bauchschmerzen, Übelkeit, Erbrechen, Muskelkrämpfen, Schwindel, Schock und Bewusstlosigkeit kommen. Ein Zusammenhang der Cadmiumexposition und der Entstehung von Krebs gilt als wahrscheinlich.

#### Eisenvergiftung
Eisen ist ein wichtiges Spurenelement und essenzieller Bestandteil zahlreicher Proteine – nicht nur beim Menschen, sondern bei vielen Lebewesen. Bei einem toxischen Überschuss kann Eisen allerdings zur Entstehung freier Radikale beitragen, die Proteine und Zellen schädigen, z. B. im Herz, in der Leber und im Gehirn. Im Falle einer Stoffwechselstörung wie der Hämochromatose ist die Eisenüberladung krankheitsbedingt – unbehandelt kann diese Erkrankung zu schweren Organschäden führen.
Eine akute Vergiftung durch Eisen lässt sich in verschiedene Stadien unterteilen: Ca. sechs Stunden nach einer Überdosierung treten gastrointestinale Symptome wie Darmblutungen, Erbrechen und Durchfall auf. Es folgt eine latente Phase von bis zu 24 Stunden, die einer scheinbaren Genesung gleicht. Zwischen zwölf und 96 Stunden nach einer Überdosierung kann es zu einem Schock, Hypotonie, Herzrasen, Leberversagen und zum Tod kommen.

#### Kupfervergiftung
→ Hauptartikel: Kupfervergiftung
Wie Eisen ist auch Kupfer für den menschlichen Körper essenziell, z. B. als Bestandteil von Enzymen, die an der Hämoglobinbildung, dem Kohlenhydratstoffwechsel, der Biosynthese von Katecholaminen und der Vernetzung von Kollagen, Elastin und Keratin beteiligt sind. Die physiologisch wichtige Fähigkeit von Kupfer, zwischen einem oxidierten und einem reduzierten Zustand zu wechseln, macht es aber gleichzeitig auch potenziell toxisch: Die Bildung von Superoxid- und Hydroxylradikalen kann die Folge sein.
Eine übermäßige Exposition gegenüber Kupfer wird mit Zellschäden in Verbindung gebracht. Der Konzentrationsbereich zwischen der positiven und der toxischen Wirkung ist hierbei eng. Eine akute Vergiftung geht mit gastrointestinalen Symptomen wie Übelkeit, Erbrechen und Durchfall einher. Bei der Krankheit Morbus Wilson liegt ein genetisch bedingter gestörter Kupferstoffwechsel vor, kennzeichnend ist die übermäßige Einlagerung des Metalls. Ohne Behandlung kann es zu schweren Schädigungen der Leber und des zentralen Nervensystems kommen.

#### Quecksilbervergiftung
→ Hauptartikel: Quecksilbervergiftung
Quecksilber ist in allen seinen Formen giftig für den Menschen: als elementarer Quecksilberdampf, als anorganisches Quecksilber oder in organischen Verbindungen wie Methylquecksilber. Letzteres gilt als toxikologisch wichtigste Quecksilberverbindung und gelangt z. B. über Fisch in die menschliche Nahrungskette. In der Zelle stört Quecksilber beispielsweise die Calciumhomöostase und dezimiert durch Bindung an Cysteinreste zelluläre Antioxidantien, wodurch sich reaktive Sauerstoffspezies anhäufen können.
Die Exposition gegenüber Quecksilber schädigt u. a. das Gehirn und die Nieren, Quecksilberdampf auch die Atemwege und die Lunge. Insbesondere von Methylquecksilber ist eine starke neurotoxische Wirkung bekannt. Eine besondere Risikogruppe sind Schwangere und stillende Mütter, da Methylquecksilber bei Ungeborenen und Säuglingen die Entwicklung des Nervensystems beeinträchtigt. Bei einer akuten Quecksilbervergiftung treten gravierende neurologische Schäden auf. Nach ca. zwei bis vier Wochen endet die Vergiftung bei entsprechender Dosierung tödlich.

## Behandlung von Schwermetallvergiftungen mit Komplexbildnern
Ziel der Chelat-Therapie ist die Bindung von Schwermetallen in chemischen Komplexen mit veränderten chemischen Eigenschaften, vor allem einer besseren Löslichkeit, sodass die Metalle z. B. über die Nieren ausgeschieden werden können. Für die Therapie gibt es eine ganze Reihe Komplexbildner bzw. Chelatoren, die sich z. B. in ihren spezifischen Eigenschaften und der Affinität zu verschiedenen Metallen unterscheiden. Die Wahl des Komplexbildners hängt also u. a. davon ab, welches Metall gebunden werden soll.
Ethylendiamintetraacetat (EDTA) war z. B. eine der ersten Substanzen, die bei Bleivergiftungen eingesetzt wurden. Dimercaptopropansulfonsäure (DMPS) findet Anwendung in der Therapie von Arsen- und auch Quecksilbervergiftungen. Auch Dimercaptobernsteinsäure (DMSA) wirkt gegen Arsen und Quecksilber, hat aber zusätzlich eine hohe Wirksamkeit gegen Blei. Penicillamin wird u. a. bei Blei-, Kupfer- und Quecksilbervergiftungen eingesetzt, Tiopronin bei Kupfer-, Quecksilber- und Eisenvergiftungen sowie bei der Behandlung von Hämochromatose und Morbus Wilson. Beide Substanzen werden auch bei anderen Erkrankungen eingesetzt, beispielsweise Cystinurie – hierbei wurde gezeigt, dass Tiopronin deutlich weniger Nebenwirkungen verursacht.
Ein gezielter Einsatz von Komplexbildnern wird auch bei zahlreichen anderen Krankheiten erforscht, z. B. bei Krebs, Niereninsuffizienz und Herz-Kreislauf-Erkrankungen oder den neurodegenerativen Erkrankungen Parkinson und Alzheimer.

### Chelat-Therapie bei chronischer Schwermetallbelastung
Die Chelat-Therapie wird auch bei einer erwiesenen oder mutmaßlichen chronischen Schwermetallbelastung angewendet. Insbesondere in der Alternativmedizin sind in diesem Zusammenhang Begriffe wie ‚Ausleitung‘, ‚Entgiftung‘ und ‚Detox‘ verbreitet. Aus wissenschaftlicher wie umweltmedizinischer Sicht ist die Therapie und ihre Wirksamkeit in diesem Kontext allerdings umstritten. Zum Beispiel ist die Aussagekraft der verwendeten Nachweismethoden für die Schwermetallbelastung beschränkt und die Abgrenzung zu natürlichen Referenzmengen für Schwermetalle im Körper schwierig.